# ۷۴۷ (پیش از میلاد)
۷۴۷ (پیش از میلاد) ۷۴۷مین سال قبل از تقویم میلادی است.